# Cratere Rita
Rita  è un cratere sulla superficie di Venere.